# Groente
Groente is een eetbare plant of een deel ervan. Ook paddenstoelen, zoals champignons, die niet tot het plantenrijk behoren, kunnen in de keukenpraktijk als groente aangemerkt worden. Veel groenten zijn cultuurgewassen, maar het kunnen ook wilde planten zijn.
De kleuren van de groente kunnen zeer verschillend zijn. Bij de vlezige vruchten, maar ook bij de bladgroenten komen veel verschillende kleuren voor. Veel groenten zijn pas eetbaar na verhitting (koken). Groenten die zonder verhitting gegeten worden, worden rauwkost genoemd.

## Etheen
Veel groente- en fruitsoorten verspreiden etheen (ethyleen) bij rijping, wat andere soorten kan aanzetten tot versnelde rijping of bederf. Die combinaties vragen dus aandacht.
Zo kunnen tomaten en komkommers beter apart van elkaar bewaard en vervoerd worden, omdat rijpende tomaten de komkommers versneld doen vergelen. Het effect kan soms pas dagen na de blootstelling merkbaar worden.
Anderzijds kan men bananen – die veel etheen afscheiden – in een plastic zak met andere producten leggen om de rijping te versnellen. Tomaten, avocado's en appels worden hierdoor sneller eetbaar, maar bederf begint ook eerder.

## Bewaarcondities
Veel groenten kunnen het best rond het vriespunt van water bewaard worden, maar bepaalde groenten die van oorsprong uit warme gebieden komen, kunnen last krijgen van koudebederf, daarbij gelden vaak temperaturen vanaf tien graden of meer als optimaal. Dit geldt bijvoorbeeld voor courgettes, meloenen, paprika's en rode tomaten. Oranje tomaten, aubergines en komkommers zouden idealiter boven de 12 graden blijven.
Optimale bewaartemperaturen voor groenten lopen uiteen van -1,5 (wortels van witlof) tot 18 graden Celsius (aubergines). Een veelvoorkomend bereik is van -0,5 of 0 tot 0,5 of 1.

## Indeling
Afhankelijk van welk deel gegeten wordt, kunnen groenten worden ingedeeld naar:
- blad of bladsteel (bladgewas)
- bloem
- vrucht
  - vlezige vruchten
  - peulvruchten
- spruit, kiemplant, geëtioleerde plant
- stengel, steel, stengelknol en wortelstok
- bol
- wortel en wortelknol

## Verschil tussen groente en fruit
Het verschil tussen groente en fruit is tamelijk vaag. Men is het er bijvoorbeeld niet over eens of tomaten en komkommers groente dan wel fruit zijn. Het wordt bekeken vanuit de volgende standpunten:
- Biologische voeding
- Culinair
- Cultureel
- Tuinbouwkundig
- Plantkundig

## Zie ook

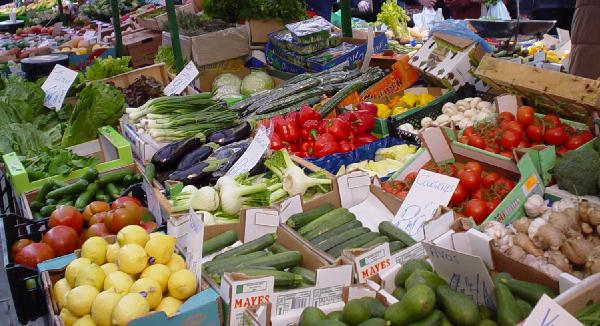
Groentekraam
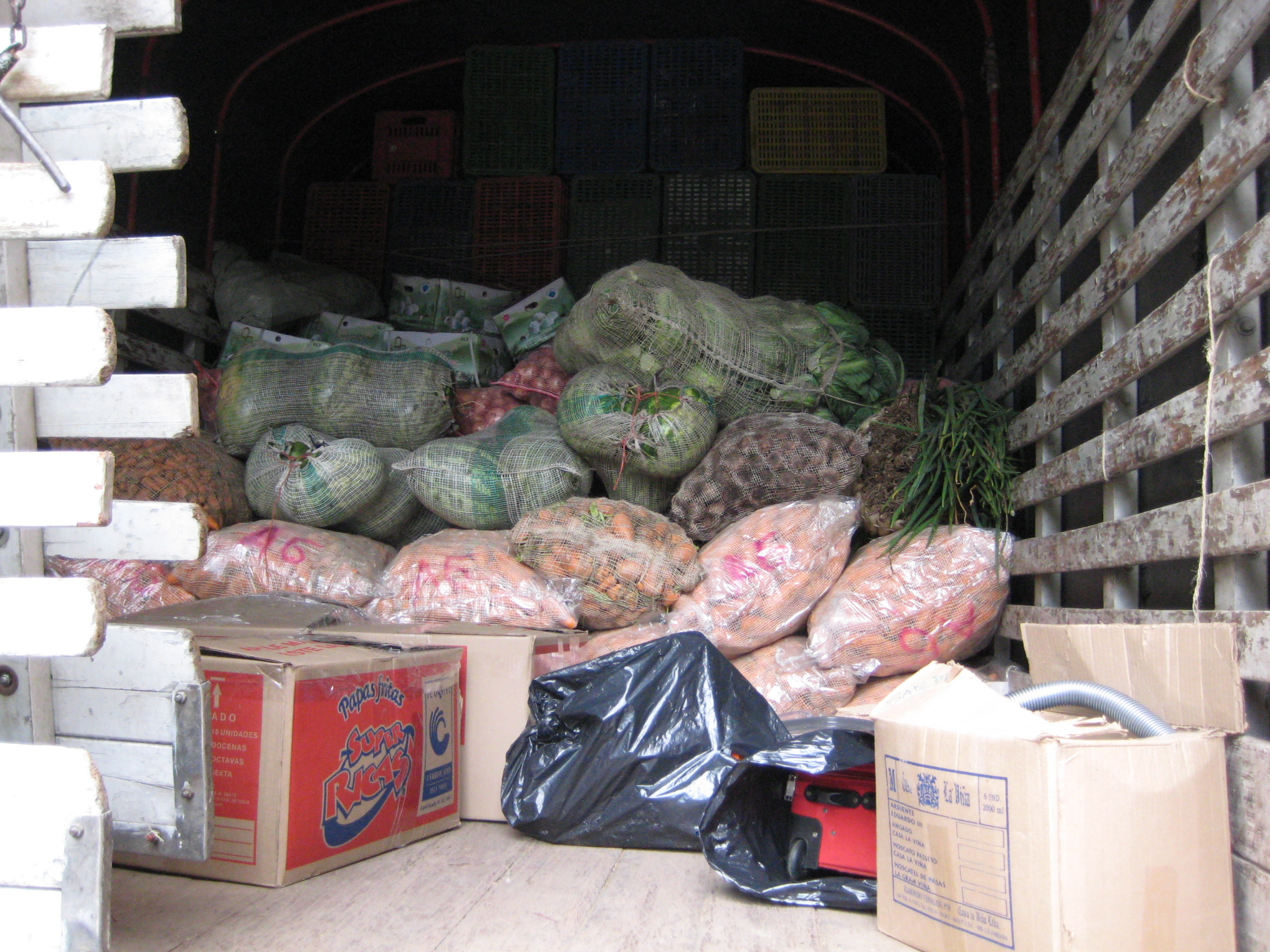
Vrachtwagen met groenten